# Băile Olănești
Băile Olănești ist eine Kleinstadt und ein Kurort im Kreis Vâlcea in der historischen Region Walachei in Rumänien.

## Lage
Băile Olănești liegt an der Südseite des Căpățâna-Gebirges, eines Teils der Transsilvanischen Alpen. Die Kreishauptstadt Râmnicu Vâlcea befindet sich etwa 15 km südöstlich.

## Geschichte
Die erste urkundliche Erwähnung von Băile Olănești stammt aus dem Jahr 1527. Schon seit spätestens 1760 ist die Heilwirkung der Quellen oberhalb des Ortes bekannt. 1821 flüchteten mehrere walachische Adlige vor den Revolutionären unter Tudor Vladimirescu in den Ort. 1830 analysierte der Arzt Karl Friedrich Siller erstmals die Zusammensetzung der Heilwässer; danach begann der Kurbetrieb mit kombinierten Bade- und Trinkkuren. 1835 bestanden bereits fünf beheizbare Gästezimmer für bis zu 30 Kurgäste. 1854 wurden auf der Grundlage neuer Analysen Heilanzeigen für jede einzelne Mineralquelle erstellt. Die Wässer wurden bei der Weltausstellung 1873 in Wien prämiert. 1877 existierten drei Hotels. Die Saison dauerte damals vom 20. Mai bis zum 15. September. Ein Hochwasser zerstörte 1895 praktisch die gesamten Kuranlagen; der Betrieb wurde erst 1904 wieder aufgenommen. Von 1905 bis 1912 entstand ein Sanatorium. 1915 kamen etwa 2.000 Kurgäste jährlich in den Ort. 1933/1934 wurden vorübergehend Mineralwässer in Băile Olănești abgefüllt und in Bukarest verkauft. 1953 erhielt der Ort den Status einer Stadt. Seit damals besteht in Băile Olănești ganzjähriger Kurbetrieb. Nach dem Zweiten Weltkrieg wurde Băile Olănești im damals kommunistischen Rumänien planmäßig weiter ausgebaut; 1983 registrierte man 40.000 Kurgäste. Ab 1974 ließ der rumänische Diktator Nicolae Ceaușescu in Băile Olănești eine Villa für seine Frau Elena errichten. Auch nach der Rumänischen Revolution 1989 ist der Tourismus der wichtigste Erwerbszweig der Stadt.

## Bevölkerung
1930 lebten auf dem Gebiet der heutigen Stadt etwa 3050 Bewohner, darunter etwa 50 Roma; die übrigen waren Rumänen. Bei der Volkszählung 2002 wurden in Băile Olănești 4610 Einwohner gezählt, darunter 4565 Rumänen und 36 Roma. Etwa 1800 lebten im Ortsteil Livadia – dem Zentrum des Kurbetriebes –, 1500 im Ortsteil Olănești, die übrigen etwa 1300 in den weiteren sechs Katastralgemeinden.

## Verkehr
Băile Olănești verfügt über keinen Bahnanschluss. Es bestehen regelmäßige Busverbindungen in viele größere Städte des Landes.

## Sehenswürdigkeiten

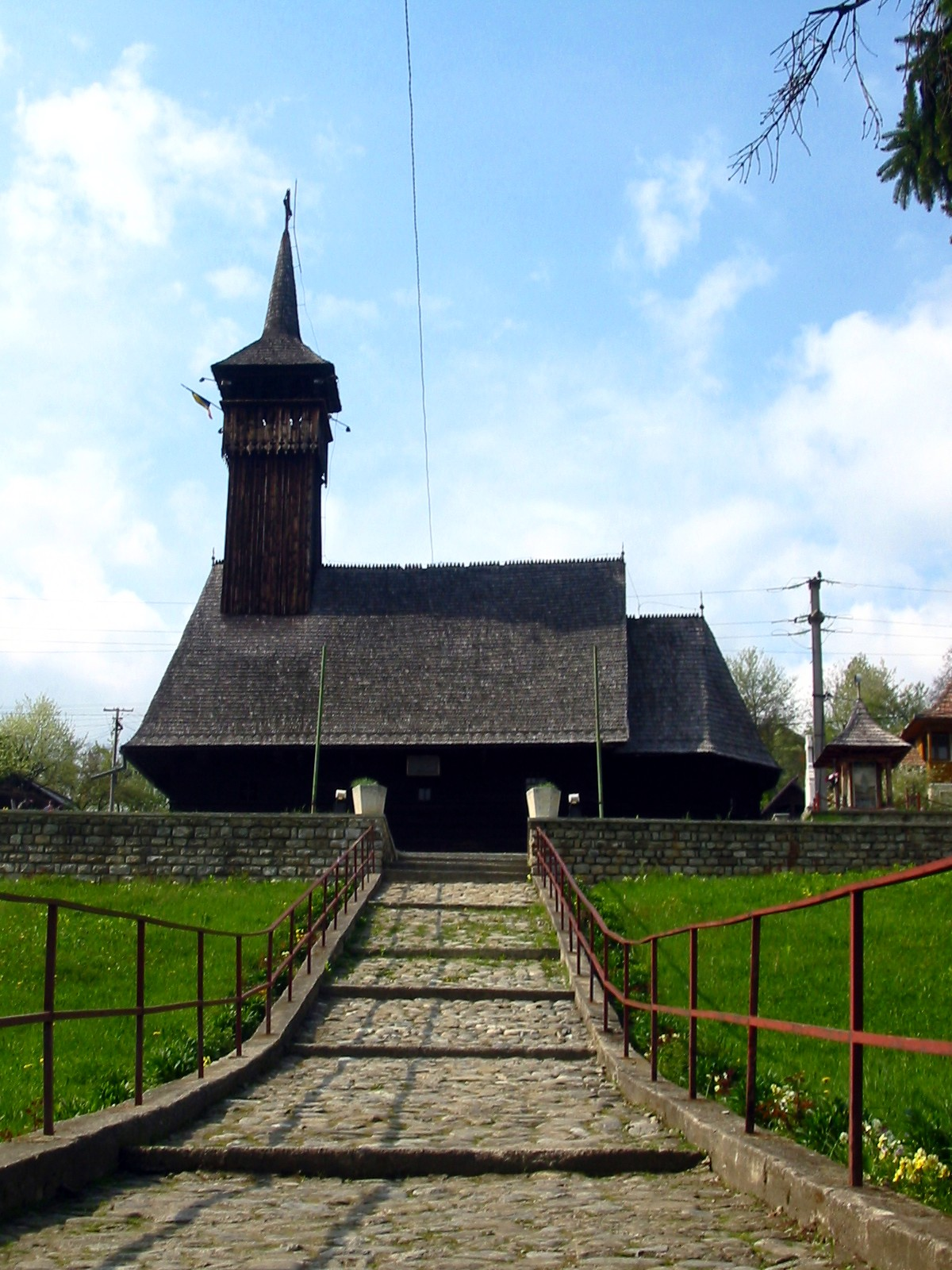
Holzkirche Sf. Pantelimon

- Holzkirche Sf. Pantelimon (1746), ursprünglich in Albac im Kreis Alba errichtet
- Kirche Sf. Ilie (1688, restauriert 1951) im Ortsteil Cheia
- Kirche Sf. Voievozi (1780–1788) im Ortsteil Cheia
- Kirche Intrarea în Biserică (1719–1720) im Ortsteil Cheia
- Kirche Sf. Ioan Botezătorul (1784) im Ortsteil Gurguiata
- Kirche Toți Sfinții (1736) im Ortsteil Pietrișu
- Einsiedelei Iezer (16. Jahrhundert) im Ortsteil Cheia
- Einsiedelei Bradu im Ortsteil Gurguiata
- Nationalpark Buila-Vânturarița[8] (liegt z. T. auf dem Gemeindegebiet)